# 崩れ
崩れ（くずれ）は、1つの地域で大勢のキリシタンの存在が発覚する事件。
片岡弥吉は、崩れを「キリシタン検挙事件、大量検挙によって潜伏組織が崩壊に瀕したことをこの名で呼ぶ」としているが、江戸時代後期の「崩れ」は崩壊に瀕した状況とまではいいきれないことから、安高啓明は「潜伏キリシタンが検挙され、取り調べをうけることになった状況」と定義している。
崩れにおける殉教者は、『古老物語』（柏崎永以著、1772年）によれば慶長17年（1612年）から享保11年（1726年）までに「25万人余」となっている。

## 年表
- 天文18年（1549年） - フランシスコ・ザビエル鹿児島上陸
- 天正15年（1587年） - バテレン追放令
- 文禄5年（1596年） - 豊臣秀吉による禁教令
- 慶長17年（1612年） - 江戸幕府が天領に禁教令を布告
- 慶長18年（1613年） - 禁教令を全国に拡大
- 慶長19年（1614年） - 江戸幕府による宣教師国外追放
- 元和5年（1619年） - 江戸幕府による再度の禁教令
- 寛永14年（1637年） - 島原の乱
- 明暦3年（1657年） - 郡崩れ
- 万治2年（1659年） - 江戸幕府が切支丹禁制を厳行
- 万治3年（1660年） - 豊後崩れ
- 寛文元年（1661年） - 濃尾崩れ
- 寛文4年（1664年） - 各藩に切支丹改役を設置
- 天和2年（1682年） - キリシタン禁令の高札が建てられる
- 寛政2年（1790年） - 浦上一番崩れ
- 寛政9年（1797年） - 彼杵半島の潜伏キリシタン、五島列島に移住開始
- 文化2年（1805年） - 天草崩れ
- 天保13年（1842年） - 浦上二番崩れ
- 安政3年（1856年） - 浦上三番崩れ
- 元治元年（1864年） - 大浦天主堂落成
- 元治2年（1865年） - 信徒発見
- 慶応3年（1867年） - 浦上四番崩れ
- 明治元年（1868年） - 五榜の掲示による切支丹宗門禁制布告、五島崩れ
- 明治2年（1869年） - 浦上キリシタンの総配流
- 明治6年（1873年） - キリシタン禁制の高札撤去、浦上村民帰郷

## 江戸幕府や明治政府の対応

### 江戸時代前期
慶長17年（1612年）の禁令によりキリシタンを厳しく罰した幕藩権力は、寛永年間の島原天草一揆によってその脅威を再認識し、1640年代から50年代にかけて宗門改の井上政重の指導で全国的なキリシタンの摘発を進め、17世紀中期には宗門改の全国的制度化が実現した。
その過程で、大村（郡崩れ）・豊後（豊後崩れ）・美濃と尾張（濃尾崩れ）などで多くのキリシタンが摘発された。これらの「崩れ」では、被疑者となった信徒たちは「切支丹」と認定されて処刑された。幕府はこれを契機として万治2年（1659年）に五人組制度と檀那寺の設定を、万治2年（1664年）には宗門改の設置を諸藩に指示、天領には宗門人別改帳の作成を命じた。これらの措置によって、人別改や寺請制度によってキリシタンでないことを証明する宗門改制度が全国に成立した。

### 江戸時代後期
島原天草一揆の後、キリシタンは奇怪な魔力を持つ怪しげな存在というイメージが定着し、怪しげなものはすべてキリシタン的なものとされていた。しかし、江戸時代後期の崩れで摘発された信徒たちは、世俗秩序に従順で、檀那寺の宗教活動や神事・仏事を怠らず、領主への年貢・公役も滞りなく収め、村方の害になるようなことはなく、毎日整然と家業に励んでいた。そして、彼らは信仰しているのは厳禁されている「切支丹」でなく、先祖より伝えられている「異宗」であると主張したため、幕府は摘発するよりも放っておいたほうが秩序維持には有効だと考えて、彼らを「切支丹」と認定しなかった。
一方で、信徒たちは、天草崩れや浦上一番崩れ、三番崩れの取り調べの際の証言から、死後に親兄弟や妻子たちと「ハライソ＝天国」に生まれ変われるという来世救済の願望だけでなく、田畑からの収穫が豊かに見込める、諸事うまくいく、さまざまな願望がかなうといった現世利益も求めていたことが明らかにされている。現世利益を求める信徒たちは、村請制による村社会のセーフティネットや幕藩領主による「御救」「仁政」といった秩序を支える仕組みが機能している間は、現世での生活が保障されるため、幕藩体制に対して従順であった。さらに、キリシタンの信仰を公に表明することは死を意味することで、死ぬことは現世利益を得られなくなるということでもあるため、信徒たちは信仰を隠匿せざるを得なかった。
また、天草崩れや浦上崩れの舞台となった地域である天草郡の村々や浦上の村落は、すべての住民がキリシタンではなく、信徒とそうでない者たちが混在している状態だった。キリシタンの摘発によって多くの村民が処罰されることは、村落共同体を破壊し存続の危機をもたらすものであったため、村民はキリシタン・非キリシタンの違いを越えて団結し、信徒であることを否定し、問題が大きくならないよう嘆願をした。しかし、この時期は村社会で農村内部の様々な矛盾が噴出し始めたころで、浦上一番崩れや天草崩れのように、庄屋たちが村民を「異宗」と結びつけて告発して両者が対立する事態が発生するようにもなっていた。

### 江戸時代末期から明治時代初期
慶応3年（1867年）の浦上四番崩れでは、江戸時代後期に発生した天草崩れや浦上一番崩れから三番崩れまでとは違い、キリシタンたちは自分たちの信仰を表明しており、そのため幕府も彼らを放置することはできなくなった。
- 長い潜伏の後についに宣教師と接触したことによって信仰心を高揚させていったこと[8]。
- 18世紀後期以降、商品経済の発展で上層と下層の百姓の格差が拡大し、両者の利害が一致しなくなってきたことで、さまざまな矛盾や確執が生まれて、「村社会」という生活共同体が機能しなくなっていったこと[15]。
- 信仰意識の変化による来世救済願望の突出[11]。

これらの理由から、信徒たちは信仰を隠匿して保持するのではなく、公に信仰を表明して保持しようとするようになっていった。
浦上四番崩れより前の潜伏キリシタンたちは、従来の幕藩制秩序の枠内で来世救済と現世利益の双方求めようとしたから幕藩権力にとって模範的百姓だった。しかし、浦上四番崩れの取り調べでは、キリシタンたちが信仰に求める物は霊魂の来世救済願望のみで、現世利益に関わるものはほとんど見られなくなっていた。これは、村社会が変容し、幕藩制秩序に従っていても必ずしも現世利益の願望が達成されなくなってきたころに、長年待望していた宣教師が現れたことがきっかけで、キリシタンたちの来世救済の願望が噴出したと推測されている。
信徒たちの信仰態度の変化に伴って、江戸幕府の対応も江戸時代後期のような黙認から、摘発・改心指導と厳しい拷問へと転換した。
江戸幕府が倒れた後、明治政府は五榜の掲示によってキリシタン禁教の方針を明示し、キリシタンの弾圧を行った。これにより、棄教を受け入れない浦上の村民約3000人が総配流され、五島列島では信徒たちへの弾圧や迫害が行なわれた。欧米諸国の公使は、内政干渉をするつもりはないとしながらも、激しく明治政府に抗議し、政府は彼らに拷問をしないことを約束しながらそれは守られなかった。明治6年（1873年）にキリシタン禁制の高札が撤去され、浦上の村民たちは帰村を許された。しかし、高札撤去はあくまで「法令伝達方法の変更」によるもので、明治政府がキリシタン禁制の解除を宣言したという事実は無い。キリシタン（キリスト教）は解禁されたのでも公認されたのでもなく、あくまで黙認されただけであった。